# NGC 2497
NGC 2497 ist eine elliptische Galaxie vom Hubble-Typ E-S0 im Sternbild Luchs am Nordsternhimmel. Sie ist schätzungsweise 368 Millionen Lichtjahre von der Milchstraße entfernt.
Das Objekt wurde am 18. März 1790 vom britischen Astronomen Wilhelm Herschel entdeckt.